# Тихий Плёс
Тихий Плёс — село в Верхнеуслонском районе Татарстана. Входит в состав Бурнашевского сельского поселения.

## География
Находится в западной части Татарстана на расстоянии приблизительно 24 км на запад-юго-запад от районного центра села Верхний Услон в 1 км от реки Свияга.

## История
Известна с 1565—1567 годов. Упоминалась также как Ягодное, Ягодная Слобода. Первоначально принадлежала Свияжскому Успенско-Богородицкому монастырю. В 1877-82 годах построена каменная церковь Ризоположения Господня. В советское время работали колхозы «Спартак», «Заря», совхозы «Кураловский» и «Новая Жизнь». В настоящее время на территории деревни располагаются садоводческие товарищества.

## Население
Постоянных жителей было в 1782 — 119 душ мужского пола, в 1859 — 291, в 1908 — 373, в 1920 — 450, в 1926 — 402, в 1938 — 300, в 1949 — 198, в 1958 — 129, в 1970 — 17, в 1979 — 13, в 1989 — 0. Постоянное население составляло 1 человек (русские 100 %) в 2002 году, 5 в 2010.

## Достопримечательности
Ризоположенская церковь. Принадлежит ныне местной общине Русской Православной Церкви (Московский Патриархат).